# Conferenza ispanica del Congresso
La Conferenza ispanica del Congresso (CHC) è un caucus sponsorizzato dal Partito Repubblicano statunitense. Oggi conta 20 membri. Il CHC è stato fondato nel 2003.
La spinta alla creazione della Conferenza fu il dibattito sulla nomina dell'avvocato conservatore Miguel Estrada alla Corte d'Appello del distretto di Washington e le differenze ideologiche all'interno del Congressional Hispanic Caucus, il quale era composto maggiormente da membri Democratici.
Nel 2024 la Conferenza aveva 15 membri nella Camera, 2 membri nel Senato e 3 membri non votanti,

## Storia
Dalla metà alla fine degli Anni 90, i membri repubblicani del Congressional Hispanic Caucus - Henry Bonilla, Ileana Ros-Lehtinen e Lincoln Díaz-Balart - avevano lasciato il Caucus per protesta, perché aveva migliorato le relazioni con Cuba.
Sentendo il bisogno di una nuova Conferenza ispanica, Mario Díaz-Balart ha cominciato ad organizzare nel 2002 un caucus per i Repubblicani ispanici. Il 17 marzo 2003, Díaz-Balart ha rivelato la creazione della Conference in una lettera aperta pubblicata al The Wall Street Journal. Si uniscono Bonilla, Ros-Lehtinen e suo fratello Lincoln, Devin Nunes, successivamente anche Richard Pombo e Patrick Toomey.
La Conferenza ha supportato George W. Bush e la sua lotta al terrorismo e la Zona di libero scambio delle Americhe (FTAA).
Anche Mel Martinez, primo senatore cubano-americano, si è unito al gruppo poco dopo la sua elezione nel 2004.